# Уст (кантон)
Уст (фр. Oust) — кантон во Франции, находится в регионе Юг — Пиренеи, департамент Арьеж. Входит в состав округа Сен-Жирон.
Код INSEE кантона — 0911. Всего в кантон Уст входят 8 коммун, из них главной коммуной является Уст.

## Коммуны кантона
| Коммуна        | Население, чел. (2006) | Почтовый индекс | Код INSEE |
| -------------- | ---------------------- | --------------- | --------- |
| Куфлан         | 63                     | 09140           | 09100     |
| Олю-ле-Бен     | 189                    | 09140           | 09029     |
| Сантенак-д’Уст | 96                     | 09140           | 09291     |
| Се             | 697                    | 09140           | 09285     |
| Суэ-Рогаль     | 361                    | 09140           | 09299     |
| Уст            | 515                    | 09140           | 09223     |
| Эрсе           | 532                    | 09140           | 09113     |
| Юсту           | 299                    | 09140           | 09322     |

## Население
Население кантона на 2006 год составляло 2 938 человек.
| 1962  | 1968  | 1975  | 1982  | 1990  | 1999  | 2006  | 2007 | 2008 |
| ----- | ----- | ----- | ----- | ----- | ----- | ----- | ---- | ---- |
| 3 563 | 3 820 | 4 031 | 3 606 | 2 898 | 2 752 | 2 938 | —    | —    |